# Дібольд Шиллінг Старший

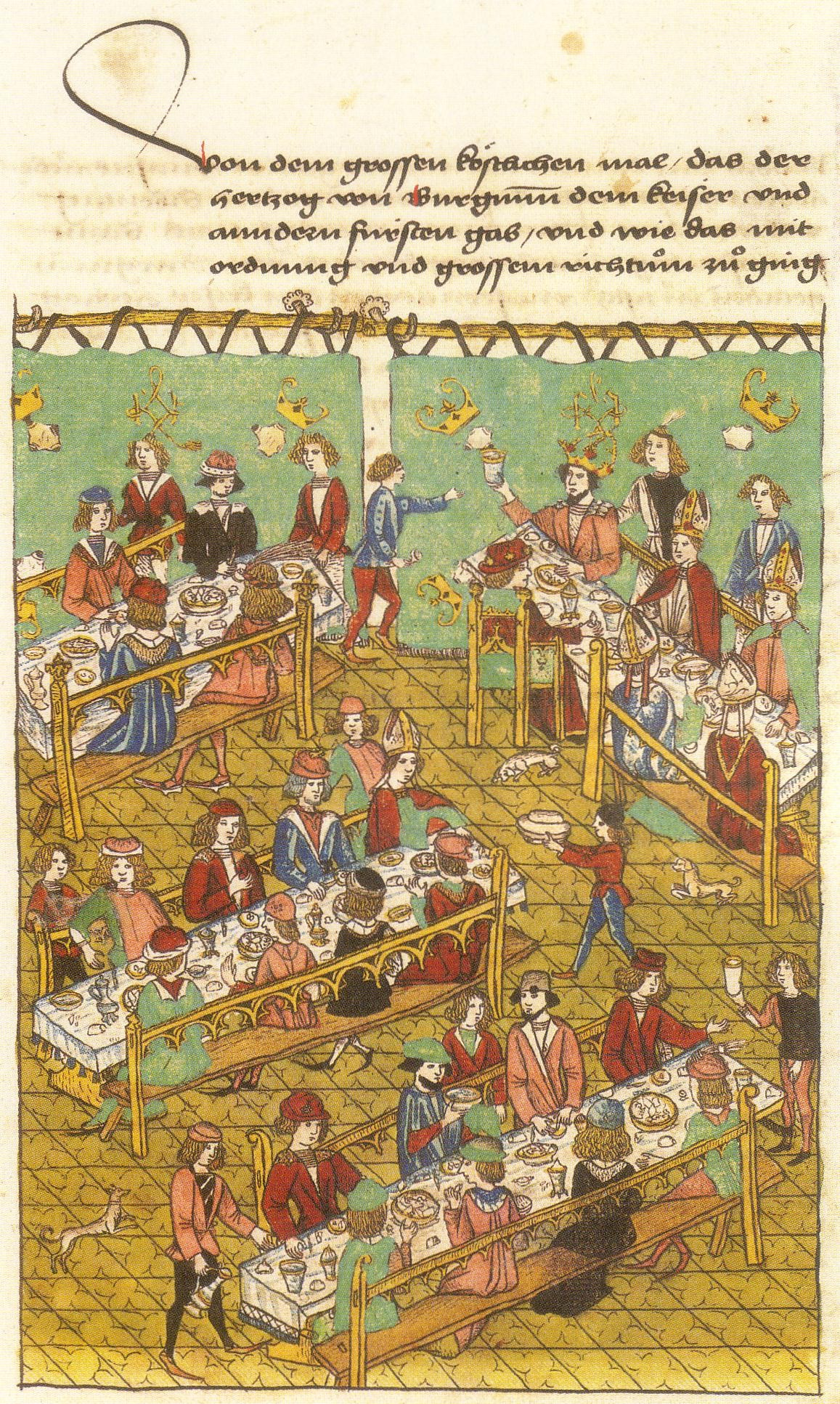
Князівський з'їзд у Трірі (1473). Мініатюра з «Цюрихського Шиллінга»

Дібольд Шиллінг Старший (нім. Diebold Schilling der Ältere; нар. близько 1430, 1435 або 1440 — пом. 1486) — бернський історик і хроніст, автор кількох історичних творів, створених у традиції швейцарських ілюстрованих хронік.

## Біографія

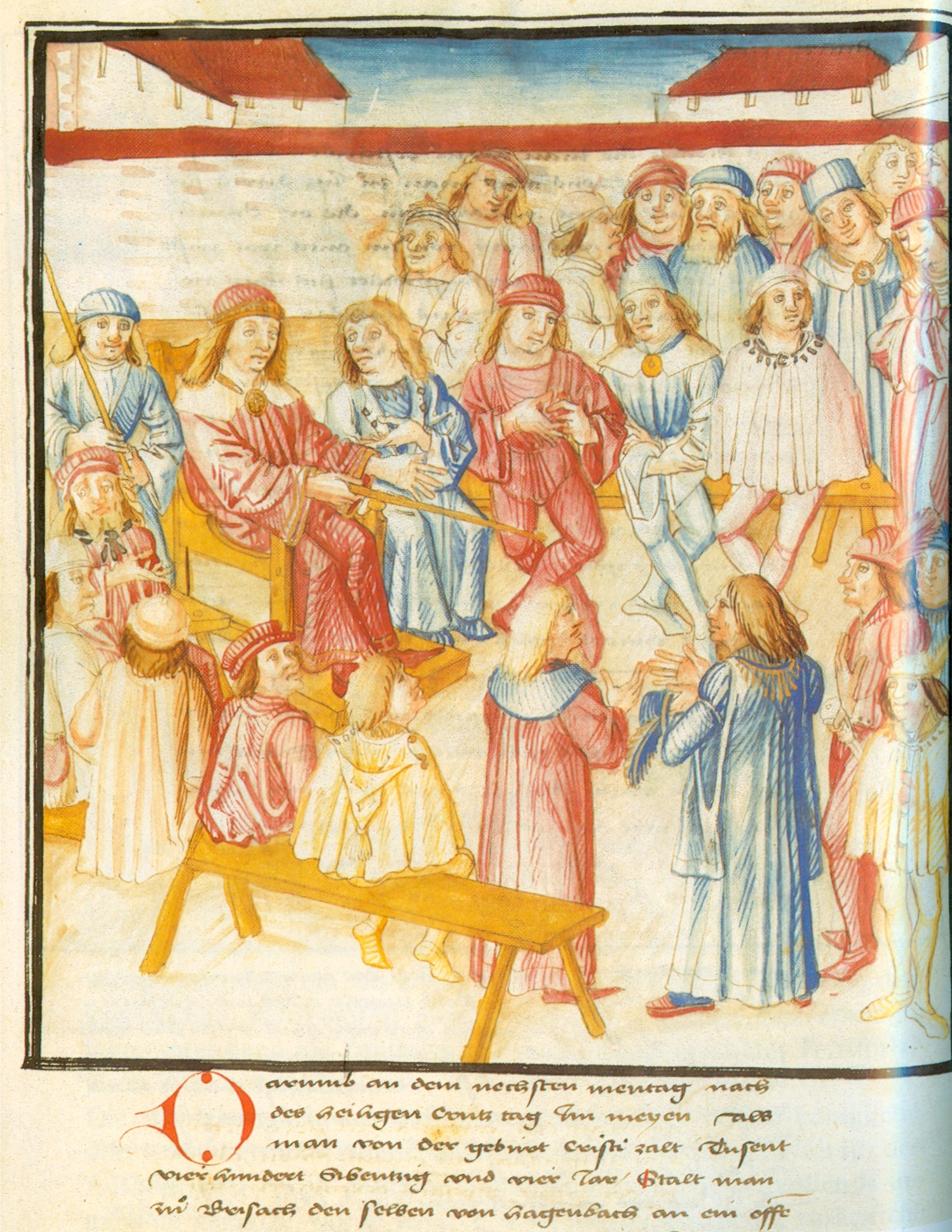
Суд над Петером фон Гагенбахом (1474). Мініатюра з «Бернської хроніки» Шиллінга

За одними даними, народився близько 1430 або 1435 року в Гагенау (нині Агено) в Ельзасі, за іншими — близько 1440 року в Золотурні, столиці однойменного кантону, в родині місцевого торгівця шкірами Ніклауса Шиллінга (пом. 1461), вихідця з Біля (кантон Берн), та Ельзи Вайзен.

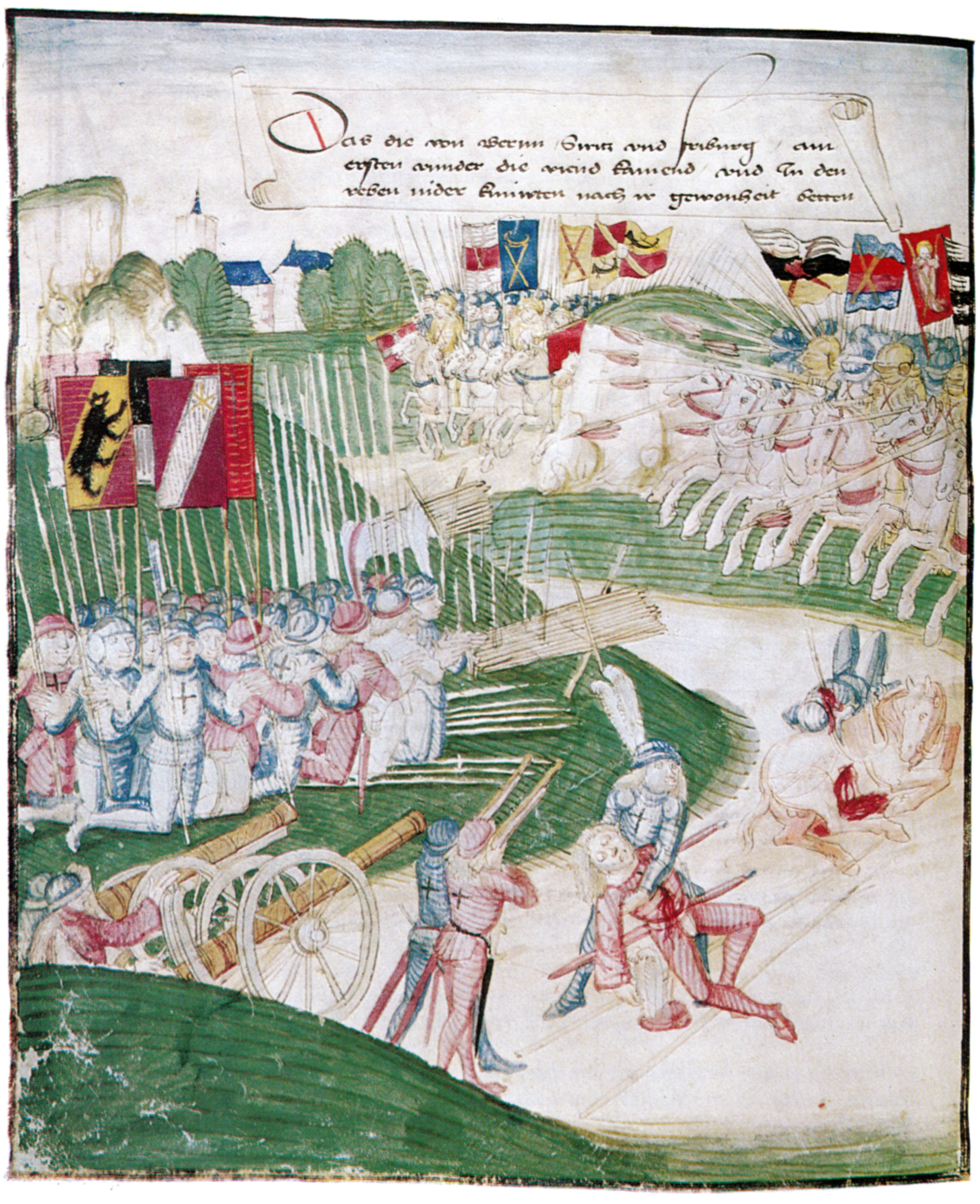
Битва під Грансоном (1476). Мініатюра з «Бернської хроніки» Шиллінга

У 1456 році, слідом за своїм старшим братом Йоганном, перебрався до Люцерна, ставши учнем міського писаря, а 1460 року отримав посаду помічника міського писаря та громадянство. Тут познайомився з місцевим судовим писарем Гансом Фрюндом, колишнім міським писарем Швіца й автором «Хроніки Старої цюрихської війни» (1447).

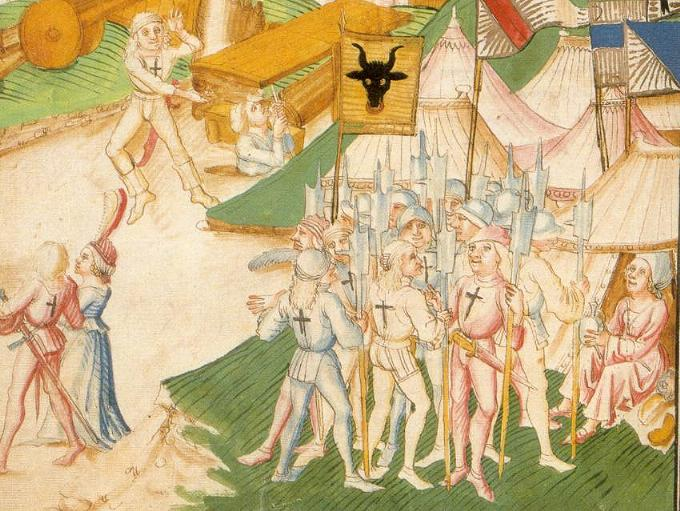
Табір військ кантону Урі. Мініатюра з «Бернської хроніки» Шиллінга

У 1460 році вступив на службу до міської канцелярії Берна, отримавши й у цьому місті громадянські права. 1462 року приєднався до місцевого престижного «Товариства Чортополоха» (нім. Gesellschaft zum Distelzwang), завдяки якому зробив кар'єру від писаря до скарбника, а в 1468—1470 та 1481—1485 роках обіймав посаду камергера. 1468 року став членом міської ради (так званої «Ради двохсот»).
Брав участь у Вальдсгутській війні (1468) та Бургундських війнах, зокрема в битвах під Грансоном та під Муртеном (1476). Виконував дипломатичні доручення, у 1473, 1474 та 1478 роках брав участь у посольствах до Страсбурга. 1480 року одружився з Катаріною Баумгартнер (пом. 1486), дітей не мав.
Познайомившись із міським радником і хроністом Генріхом Діттлінгером (пом. 1478) та його другом, місцевим літописцем Бенедиктом Чахтланом (пом. 1493), імовірно став редактором завершальної частини хроніки останнього. 1481 року отримав посаду секретаря суду Берна, яку обіймав аж до своєї смерті в 1485 або 1486 році.

## Твори
Найвідомішим історичним твором Шиллінга є «Бернська хроніка» (нім. Berner Chronik), укладена 1483 року німецькою мовою у трьох томах, що охоплює період від 1152 до 1480 року. За дослідженнями бернського історика XVII століття Еммануеля Германна, 31 січня 1474 року Бернська рада офіційно доручила йому продовжити «Бернську хроніку» Конрада Юстінгера, доведену до 1421 року, і на Різдво 26 грудня 1484 року він представив раді свій твір у трьох ілюстрованих томах.
Окрім згаданої хроніки Юстінгера, Шиллінг використовував як джерела документи міських і земельних архівів Цюриха, Люцерна, Берна та інших міст, а також праці своїх попередників, зокрема Конрада Юстінгера, Ганса Фрюнда, Ганса Шрібера і Бенедикта Чахтлана. Його власні повідомлення в хроніці охоплюють період від 1468 до 1480 року. Як і Юстінгер, Шиллінг включав до тексту хроніки уривки з автентичних документів та народні історичні пісні, що робить ці твори особливо цінними джерелами для сучасних дослідників. Окрім цього, значний історико-побутовий інтерес становлять ілюстрації, яких лише в «Бернській хроніці» налічується 635. Два рукописи останньої зберігаються у Міській бібліотеці Берна.
Дібольд Шиллінг є також автором «Великої бургундської хроніки» (нім. Die grosse Burgunder Chronik), або «Цюрихського Шиллінга» (нім. Zürcher Schilling), написаної між 1468 і 1484 роками, текст якої прикрашають 199 мініатюр, та «Шпіцької хроніки», або «Шпіцького Шиллінга» (нім. Spiezer Bilderchronik), датованої 1484—1485 роками, з 344 мініатюрами в тексті.
Попри те, що відомості з хронік Шиллінга Старшого активно використовували у своїх працях й інші швейцарські хроністи кінця XV — першої половини XVI століття, зокрема Петерманн Еттерлін, Герольд Едлібах, Валеріус Ансельм і Вернер Шодолер, а його рідний небіж Дібольд Шиллінг Молодший у 1509—1513 роках на їх основі уклав ілюстровану «Люцернську хроніку», вони швидко були забуті.
Лише 1893 року «Бернську хроніку» опублікував відомий люцернський історик-архівіст Теодор фон Лібенау, а в 1897—1901 роках її перевидав у Берні в двох томах Густав Тоблер. Найповнішим і найавторитетнішим виданням вважається чотиритомна публікація з факсиміле рукопису, здійснена у 1943—1945 роках у Берні істориком Паулем Гільбером та археологом Гансйоргом Бльошем. Академічне видання «Великої бургундської хроніки» Шиллінга з факсиміле було підготовлене 1985 року в Люцерні істориком-мистецтвознавцем, професором Лозаннського університету Альфредом А. Шмідом.